# 青森県幼稚園一覧
青森県幼稚園一覧（あおもりけんようちえんいちらん）は、青森県の幼稚園の一覧。

## 国立幼稚園
- 弘前大学教育学部附属幼稚園

## 公立幼稚園

### 下北郡
- 大間町立大間幼稚園
- 東通村立尻屋幼稚園
- 東通村立尻労幼稚園
- 東通村立田屋幼稚園
- 東通村立白糠幼稚園

### 三戸郡
- 田子町立田子幼稚園

## 私立幼稚園

### 青森市
- 聖マリア幼稚園
- 聖アルバン幼稚園
- 青森幼稚園
- 青森大谷幼稚園
- 東奥幼稚園
- 白ゆり幼稚園
- 油川幼稚園
- 浪打カトリック幼稚園
- 王恵幼稚園
- あすなろ幼稚園
- 青森大学附属呉竹幼稚園
- 青森西幼稚園
- 愛育幼稚園
- 聖ヤコブ幼稚園
- 青森明の星短期大学附属幼稚園
- 青森中央短期大学附属第一幼稚園
- 青森第一うとう幼稚園
- 第二青森幼稚園
- たんぽぽ幼稚園
- 第一南幼稚園
- 青森中央短期大学附属第二幼稚園
- 青森中央短期大学附属第三幼稚園
- 青森大学附属螢ヶ丘幼稚園
- マーガレット幼稚園

### 八戸市
- 八戸幼稚園
- イメルダ幼稚園
- 八戸小中野幼稚園
- 千葉幼稚園
- かもめ幼稚園
- 桔梗野幼稚園
- 旭ヶ丘幼稚園
- 八戸聖ウルスラ学院幼稚園
- 八戸めぐみ幼稚園
- 八戸学院短期大学附属幼稚園
- まほろば幼稚園
- さくら幼稚園
- マリアンハウス幼稚園
- 八戸学院短期大学附属聖アンナ幼稚園
- 八戸文化幼稚園
- 駒沢幼稚園
- みどり幼稚園
- 八戸学院短期大学附属幼稚園第二しののめ

### 弘前市
- 養生幼稚園
- 弘前カトリック幼稚園
- 明星幼稚園
- 弘前明の星幼稚園
- 柴田幼稚園
- 文化幼稚園
- 若草幼稚園
- 弘前みなみ幼稚園
- ひばり幼稚園

### 黒石市
- 聖テレジア幼稚園
- 東雲幼稚園

### 五所川原市
- 聖心幼稚園
- 五所川原幼稚園
- ひまわり幼稚園

### 十和田市
- 十和田カトリック幼稚園
- 青森大学附属北園幼稚園

### 三沢市
- 三沢カトリック幼稚園
- いちい幼稚園
- 松園幼稚園

### むつ市
- 大湊カトリック幼稚園
- 大湊幼稚園
- こばと幼稚園
- あたご幼稚園
- こすもす幼稚園

### つがる市
- 育実幼稚園

### 東津軽郡
- 山彦幼稚園

### 南津軽郡
- 藤崎幼稚園

### 北津軽郡
- ひなづる幼稚園

### 上北郡
- 野辺地カトリック幼稚園
- 六戸幼稚園
- しもだ幼稚園

### 三戸郡
- 三戸紫苑幼稚園
- 五戸カトリック幼稚園
- 江渡幼稚園
- あかね幼稚園